# Dar El Barka
Dar El Barka est une commune et une ville du sud-ouest de la Mauritanie, située dans le département de Boghé de la région de Brakna, à la frontière avec le Sénégal.

## Culture et patrimoine
Le film Retour au cimetière de Djibril Diaw présente l'incident de Donaye.

## Personnalités
- Aïssata Touré Kane, née en 1938 à Dar El Barka, première femme ministre de Mauritanie.